# Fußball-Oberliga Niederrhein 2012/13
Die Saison 2012/13 der Oberliga Niederrhein war die 57. Spielzeit der Fußball-Oberliga Niederrhein und nach der Abschaffung der NRW-Liga die erste als fünfthöchste Spielklasse in Deutschland unter Oberliga-Status. Der erste Spieltag begann am 3. August 2012 und die Saison endete am 26. Mai 2013. Die Meisterschaft und den Aufstieg in die Regionalliga sicherte sich der KFC Uerdingen 05 mit 23 Punkten Vorsprung auf TuRU Düsseldorf. Die Uerdinger, die auch souveräner Herbstmeister geworden waren, standen bereits nach 29 absolvierten Spielen als Meister fest.
Die Abstiegsränge belegten der Cronenberger SC, der 1. FC Wülfrath, der VfR Fischeln und Hamborn 07. Durch den nachträglichen Abstieg des Wuppertaler SV aus der Regionalliga West musste die zweite Mannschaft der Wuppertaler zwangsabsteigen. Die Klasse wurde dadurch von 18 auf 20 Vereine erweitert, wodurch der TuS Bösinghoven und der SV Uedesheim erst nach Saisonende den Klassenerhalt erreichten.
Aus den drei Staffeln der Landesliga Niederrhein stiegen der VfB 03 Hilden und der PSV Wesel-Lackhausen auf. Aus der Regionalliga West stiegen neben Wuppertal die zweite Mannschaft des MSV Duisburg und der FC Kray ab.
Der Torschützenkönig wurde Issa Issa vom KFC Uerdingen 05 mit 30 Treffern.
Die zweite Mannschaft des Wuppertaler SV firmierte bis zu einer außerordentlichen Mitgliederversammlung am 24. Mai 2013 unter dem Namen Wuppertaler SV Borussia II.

## Teilnehmer
Die Oberliga Niederrhein mit 20 Teams setzt sich folgendermaßen zusammen:
- den verbleibenden drei Teams aus der NRW-Liga aus dem Gebiet des Fußballverbandes Niederrhein (FVN): Schwarz-Weiß Essen, VfB Homberg, VfB Speldorf
- den Verlierern der Relegationsspiele zwischen den viert- bis siebtbesten Bewerbern der NRW-Liga und den vier Meistern der Verbandsligen (siehe hierzu: Regionalliga-Relegation) aus dem Gebiet des FVN: KFC Uerdingen 05
- den 13 Teams auf den Tabellenplätzen 2 bis 14 der Niederrheinliga auf Verbandsliga-Ebene: Sportfreunde Baumberg, TuS Bösinghoven, TuRU Düsseldorf, TV Jahn Hiesfeld, SV Hönnepel-Niedermörmter, SC Kapellen-Erft, Rot-Weiß Oberhausen II, Ratingen 04/19, VfL Rhede, SV Sonsbeck, 1. FC Wülfrath, Wuppertaler SV Borussia II
- dem Nachrücker aus der Niederrheinliga auf Verbandsliga-Ebene nach dem Rückzug des 1. FC Viersen: Hamborn 07
- den Meistern der drei Landesliga-Staffeln: Cronenberger SC, VfR Fischeln, SV Uedesheim

## Auf- und Abstiegsregelung
- Aufstieg in die Regionalliga West[2]

Für den Aufstieg in die Regionalliga West ist der Meister sportlich qualifiziert. Sollte sich dieser bis zum 15. März 2013 nicht um die Zulassung zur Regionalliga beworben, keine Zulassung erhalten oder auf den Aufstieg verzichtet haben, so geht das Aufstiegsrecht nacheinander auf die beiden nächstplatzierten Mannschaften über. Ab Tabellenrang 4 platzierte Mannschaften sind nicht mehr aufstiegsberechtigt.
- Abstieg aus der Oberliga Niederrhein[2]

Die vier Mannschaften auf den Plätzen 17 bis 20 der Oberliga Niederrhein steigen am Ende der Saison in die jeweilige Landesliga ab. In Abhängigkeit von der Anzahl der Absteiger aus der Regionalliga West aus dem Fußballverband Niederrhein sowie der angestrebten Reduzierung der Sollstärke auf 18 Vereine zur Folgesaison kann die Anzahl der Absteiger auf maximal sieben Vereine ansteigen. Sollten ein, drei oder fünf Verein(e) aus der Regionalliga in die Oberliga Niederrhein absteigen, erhöht sich die Anzahl der Absteiger in die Landesligen auf fünf; bei zwei, vier oder sechs Regionalliga-Absteigern aus dem FVN steigen sechs Vereine in die Landesligen ab. Sollte darüber hinaus keine Mannschaft aus der Oberliga Niederrhein in die Regionalliga aufsteigen, steigt in jedem Fall ein weiterer Verein ab.
- Aufstieg in die Oberliga Niederrhein[2]

Aus den Landesliga-Staffeln 1, 2 und 3 steigen die drei Meister auf.

## Tabelle
| Pl. | Verein                        | Sp. | S  | U  | N  | Tore    | Diff. | Punkte |
| --- | ----------------------------- | --- | -- | -- | -- | ------- | ----- | ------ |
| 1.  | KFC Uerdingen 05              | 38  | 30 | 6  | 2  | 098:320 | +66   | 96     |
| 2.  | TuRU Düsseldorf (N)           | 38  | 23 | 4  | 11 | 077:540 | +23   | 73     |
| 3.  | VfL Rhede (N)                 | 38  | 19 | 11 | 8  | 078:540 | +24   | 68     |
| 4.  | SC Kapellen-Erft (N)          | 38  | 16 | 13 | 9  | 058:480 | +10   | 61     |
| 5.  | Ratingen 04/19 (N)            | 38  | 15 | 14 | 9  | 071:460 | +25   | 59     |
| 6.  | Schwarz-Weiß Essen            | 38  | 17 | 8  | 13 | 069:500 | +19   | 59     |
| 7.  | Wuppertaler SV II 1 2 (N)     | 38  | 15 | 12 | 11 | 057:480 | +9    | 57     |
| 8.  | SV Sonsbeck (N)               | 38  | 16 | 8  | 14 | 059:530 | +6    | 56     |
| 9.  | TV Jahn Hiesfeld (N)          | 38  | 16 | 6  | 16 | 058:520 | +6    | 54     |
| 10. | VfB Homberg                   | 38  | 14 | 10 | 14 | 060:580 | +2    | 52     |
| 11. | VfB Speldorf                  | 38  | 15 | 6  | 17 | 071:770 | −6    | 51     |
| 12. | Sportfreunde Baumberg (N)     | 38  | 13 | 11 | 14 | 050:610 | −11   | 50     |
| 13. | Rot-Weiß Oberhausen II (N)    | 38  | 12 | 12 | 14 | 063:600 | +3    | 48     |
| 14. | SV Hönnepel-Niedermörmter (N) | 38  | 11 | 12 | 15 | 064:610 | +3    | 45     |
| 15. | TuS Bösinghoven (N)           | 38  | 13 | 5  | 20 | 060:800 | −20   | 44     |
| 16. | SV Uedesheim (N LL)           | 38  | 9  | 12 | 17 | 052:730 | −21   | 39     |
| 17. | Cronenberger SC (N LL)        | 38  | 10 | 9  | 19 | 053:820 | −29   | 39     |
| 18. | 1. FC Wülfrath (N)            | 38  | 10 | 7  | 21 | 037:680 | −31   | 37     |
| 19. | VfR Fischeln (N LL)           | 38  | 10 | 4  | 24 | 056:930 | −37   | 34     |
| 20. | Hamborn 07 (N)                | 38  | 7  | 8  | 23 | 041:820 | −41   | 29     |

| (N)    | Aufsteiger aus der Verbandsliga |
| (N LL) | Aufsteiger aus den Landesligen  |

## Kreuztabelle
Die Kreuztabelle stellt die Ergebnisse aller Spiele dieser Saison dar. Die Heimmannschaft ist in der linken Spalte, die Gastmannschaft in der oberen Zeile aufgelistet.
| 2012/13                   | KFC Uerdingen 05 | Schwarz-Weiß Essen | VfB Speldorf | VfB Homberg | TuRU Düsseldorf | VfL Rhede | Rot-Weiß Oberhausen II | TV Jahn Hiesfeld | SV Hönnepel-Niedermörmter | Ratingen 04/19 | SC Kapellen-Erft | SV Sonsbeck |     | Sportfreunde Baumberg |     | TuS Bösinghoven | Hamborn 07 | Cronenberger SC | SV Uedesheim | VfR Fischeln |
| ------------------------- | ---------------- | ------------------ | ------------ | ----------- | --------------- | --------- | ---------------------- | ---------------- | ------------------------- | -------------- | ---------------- | ----------- | --- | --------------------- | --- | --------------- | ---------- | --------------- | ------------ | ------------ |
| KFC Uerdingen 05          |                  | 1:0                | 3:2          | 1:1         | 6:0             | 3:3       | 2:0                    | 4:0              | 2:1                       | 2:0            | 1:1              | 1:2         | 2:1 | 3:0                   | 5:0 | 4:1             | 7:2        | 2:0             | 4:1          | 2:1          |
| Schwarz-Weiß Essen        | 1:2              |                    | 2:3          | 2:2         | 1:2             | 1:1       | 3:0                    | 2:1              | 1:1                       | 2:2            | 0:1              | 2:0         | 1:3 | 2:1                   | 0:1 | 3:1             | 4:0        | 5:0             | 1:0          | 3:2          |
| VfB Speldorf              | 0:3              | 0:2                |              | 2:2         | 2:6             | 2:2       | 1:1                    | 0:2              | 3:2                       | 2:5            | 2:2              | 3:1         | 0:1 | 1:2                   | 1:0 | 2:0             | 4:2        | 4:0             | 3:1          | 3:1          |
| VfB Homberg               | 1:1              | 0:2                | 4:2          |             | 2:1             | 0:1       | 1:1                    | 1:0              | 3:1                       | 3:3            | 1:2              | 1:4         | 1:1 | 1:3                   | 4:1 | 3:0             | 1:1        | 0:1             | 1:2          | 4:1          |
| TuRU Düsseldorf           | 1:3              | 5:2                | 2:1          | 3:1         |                 | 0:2       | 2:0                    | 3:1              | 0:1                       | 2:2            | 2:0              | 3:1         | 3:1 | 4:2                   | 5:4 | 1:0             | 4:0        | 3:0             | 4:1          | 0:0          |
| VfL Rhede                 | 0:2              | 2:0                | 2:0          | 3:0         | 3:0             |           | 3:0                    | 3:2              | 1:1                       | 2:2            | 0:3              | 2:1         | 4:1 | 1:2                   | 1:1 | 5:2             | 2:1        | 5:2             | 3:7          | 0:0          |
| Rot-Weiß Oberhausen II    | 3:3              | 2:2                | 0:2          | 1:3         | 2:3             | 1:4       |                        | 2:0              | 1:3                       | 2:0            | 1:2              | 2:3         | 2:2 | 4:1                   | 1:0 | 0:1             | 2:0        | 1:1             | 3:1          | 5:2          |
| TV Jahn Hiesfeld          | 1:2              | 4:0                | 2:0          | 1:1         | 1:0             | 0:2       | 1:0                    |                  | 2:1                       | 2:0            | 0:1              | 2:1         | 0:2 | 1:1                   | 1:2 | 0:1             | 3:1        | 2:2             | 4:1          | 3:4          |
| SV Hönnepel-Niedermörmter | 1:4              | 1:4                | 3:4          | 1:2         | 0:0             | 1:1       | 1:1                    | 1:0              |                           | 1:1            | 4:0              | 2:2         | 2:0 | 1:2                   | 4:3 | 0:1             | 1:1        | 2:4             | 1:1          | 2:3          |
| Ratingen 04/19            | 2:4              | 1:2                | 3:5          | 2:1         | 1:0             | 3:0       | 1:1                    | 0:0              | 1:1                       |                | 2:0              | 0:0         | 3:1 | 0:0                   | 0:2 | 2:0             | 2:0        | 1:3             | 0:0          | 5:0          |
| SC Kapellen-Erft          | 2:2              | 3:2                | 2:2          | 1:0         | 0:3             | 3:1       | 2:2                    | 1:1              | 2:2                       | 0:0            |                  | 1:1         | 0:3 | 2:0                   | 0:0 | 3:0             | 3:0        | 7:0             | 0:2          | 2:1          |
| SV Sonsbeck               | 0:2              | 2:0                | 2:1          | 0:1         | 0:2             | 4:0       | 2:4                    | 0:1              | 1:0                       | 1:0            | 2:0              |             | 2:1 | 3:1                   | 3:1 | 2:4             | 0:4        | 3:1             | 6:0          | 2:2          |
| Wuppertaler SV II         | 0:2              | 0:0                | 2:1          | 0:0         | 3:0             | 0:5       | 0:0                    | 1:0              | 3:2                       | 1:4            | 1:0              | 1:1         |     | 1:2                   | 3:0 | 1:1             | 5:2        | 4:0             | 0:0          | 3:0          |
| Sportfreunde Baumberg     | 0:2              | 1:1                | 1:0          | 3:1         | 1:0             | 1:1       | 1:5                    | 1:3              | 1:1                       | 1:1            | 2:2              | 1:2         | 1:1 |                       | 1:0 | 1:3             | 4:1        | 0:0             | 1:1          | 0:3          |
| 1. FC Wülfrath            | 0:1              | 0:1                | 2:2          | 2:1         | 3:3             | 2:0       | 2:3                    | 2:2              | 0:3                       | 0:3            | 0:0              | 2:0         | 0:3 | 0:3                   |     | 0:3             | 0:3        | 1:0             | 1:1          | 1:0          |
| TuS Bösinghoven           | 0:3              | 2:3                | 5:2          | 2:3         | 2:4             | 1:1       | 3:2                    | 2:0              | 2:4                       | 1:4            | 5:3              | 1:1         | 1:1 | 1:1                   | 0:1 |                 | 2:3        | 2:1             | 2:0          | 1:3          |
| Hamborn 07                | 0:1              | 1:0                | 3:2          | 0:3         | 1:2             | 0:0       | 1:3                    | 2:3              | 0:1                       | 0:4            | 1:1              | 1:1         | 0:1 | 1:2                   | 0:2 | 1:5             |            | 1:0             | 2:2          | 1:0          |
| Cronenberger SC           | 2:3              | 0:6                | 1:2          | 3:0         | 3:1             | 4:7       | 0:0                    | 1:3              | 3:1                       | 1:1            | 0:2              | 0:1         | 1:1 | 3:2                   | 1:0 | 7:0             | 2:2        |                 | 1:0          | 1:1          |
| SV Uedesheim              | 1:0              | 2:2                | 2:3          | 0:1         | 0:1             | 1:3       | 0:0                    | 2:3              | 0:6                       | 1:5            | 1:2              | 1:1         | 2:2 | 3:1                   | 4:1 | 2:0             | 1:1        | 2:2             |              | 4:1          |
| VfR Fischeln              | 1:3              | 0:4                | 1:2          | 3:5         | 1:2             | 0:2       | 1:5                    | 2:6              | 1:3                       | 2:4            | 1:2              | 2:1         | 3:2 | 1:2                   | 2:0 | 3:2             | 2:1        | 4:2             | 1:2          |              |

## Torschützenliste
| Pl.                     | Nat.                    | Spieler           | Verein                    | Tore |
| ----------------------- | ----------------------- | ----------------- | ------------------------- | ---- |
| 1                       | Libanon                 | Issa Issa         | KFC Uerdingen 05          | 30   |
| 2                       | Turkei                  | Emrah Uzun        | KFC Uerdingen 05          | 29   |
| 3                       | Deutschland             | André Trienenjost | SV Hönnepel-Niedermörmter | 23   |
| 4                       | Deutschland             | Simon Lechtenberg | VfL Rhede                 | 22   |
| 4                       | Deutschland             | Danny Rankl       | SV Sonsbeck               | 22   |
| 6                       | Deutschland             | Gökan Lekesiz     | Rot-Weiß Oberhausen II    | 20   |
| 7                       | Bosnien und Herzegowina | Almir Sogolj      | VfB Homberg               | 19   |
| 7                       | Deutschland             | Kevin Dauser      | TuS Bösinghoven           | 19   |
| 9                       | Russland                | Eduard Ungefug    | SC Kapellen-Erft          | 18   |
| 10                      | Elfenbeinküste          | Carlos Penan      | VfB Speldorf              | 17   |
| Quelle: weltfussball.de |                         |                   |                           |      |

## Stadien

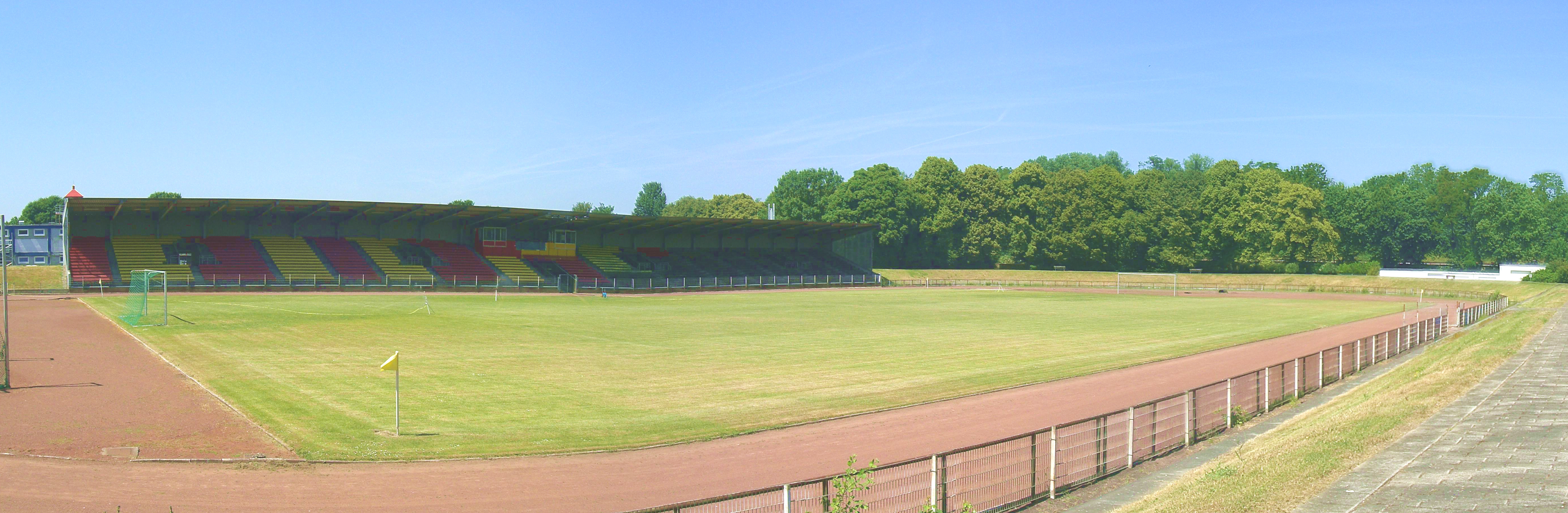
Panoramaansicht des Speldorfer Ruhrstadions

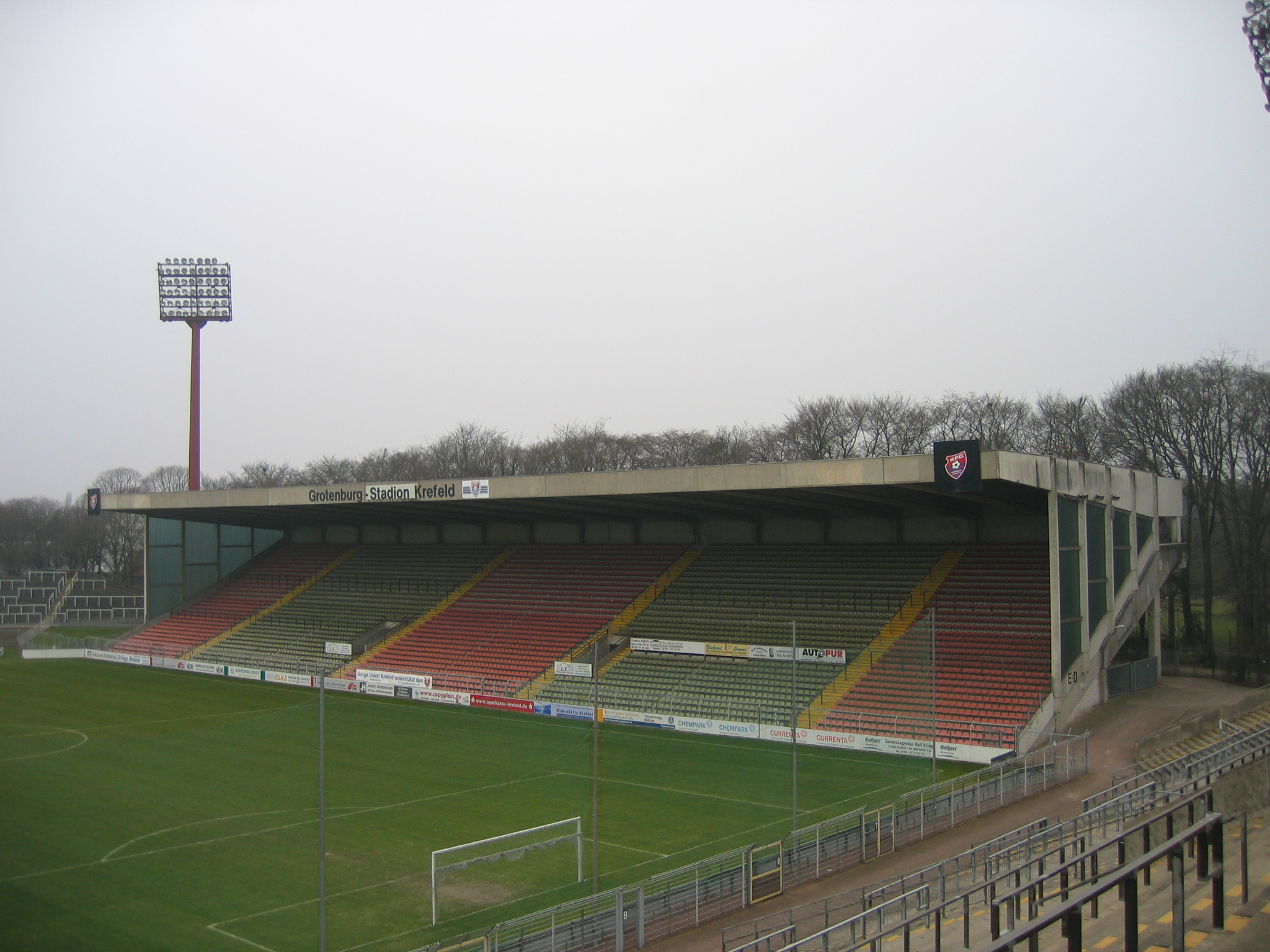
Die Nordtribüne des Grotenburg-Stadions

| Name                           | Stadt                           | Verein                    | Kapazität |
| ------------------------------ | ------------------------------- | ------------------------- | --------- |
| Grotenburg-Stadion             | Krefeld                         | KFC Uerdingen 05          | 34.500    |
| Stadion Ratingen               | Ratingen                        | Ratingen 04/19            | 10.000    |
| Uhlenkrugstadion               | Essen-Stadtwald                 | Schwarz-Weiß Essen        | 09.950    |
| Stadion an der Feuerbachstraße | Düsseldorf-Bilk                 | TuRU Düsseldorf           | 08.000    |
| BESAGROUP Sportpark            | Rhede                           | VfL Rhede                 | 07.500    |
| Sportanlage Im Holtkamp        | Duisburg-Hamborn                | Hamborn 07                | 05.000    |
| Stadion am Freibad             | Dinslaken-Hiesfeld              | TV Jahn Hiesfeld          | 05.000    |
| Rheinkalk-Stadion              | Wülfrath                        | 1. FC Wülfrath            | 05.000    |
| Horst-Neuhoff-Sportplatz       | Wuppertal-Cronenberg            | Cronenberger SC           | 03.500    |
| PCC-Stadion                    | Duisburg-Homberg                | VfB Homberg               | 03.000    |
| Erftstadion                    | Grevenbroich-Kapellen           | SC Kapellen-Erft          | 03.000    |
| Willy-Lemkens-Sportpark        | Sonsbeck                        | SV Sonsbeck               | 03.000    |
| Bezirkssportanlage Fischeln    | Krefeld-Fischeln                | VfR Fischeln              | 02.500    |
| Ruhrstadion                    | Mülheim an der Ruhr-Styrum      | VfB Speldorf              | 02.500    |
| Sportplatz Windmühlenweg       | Meerbusch-Ossum-Bösinghoven     | TuS Bösinghoven           | 01.500    |
| Sportanlage Rheinstraße        | Kalkar-Niedermörmter            | SV Hönnepel-Niedermörmter | 01.500    |
| Nebenplatz Stadion Niederrhein | Oberhausen                      | Rot-Weiß Oberhausen II    | 01.500    |
| MEGA-Stadion an der Sandstraße | Monheim am Rhein-Baumberg       | Sportfreunde Baumberg     | 01.000    |
| Bezirkssportanlage Uedesheim   | Neuss-Uedesheim                 | SV Uedesheim              | 01.000    |
| Bezirkssportanlage Uellendahl  | Wuppertal-Uellendahl-Katernberg | Wuppertaler SV II         |           |